# Vlastimil Ouředník
Vlastimil Ouředník (* 10. února 1951 České Budějovice) je bývalý československý vodní slalomář, kajakář závodící v kategorii K1.
Startoval na Letních olympijských hrách 1972, kde v individuálním závodě K1 dojel na 20. místě.
Působil jako trenér, je předsedou slalomářského oddílu Dukla Brandýs nad Labem.